# 大眼鯪
大眼鯪（学名：Cirrhinus macrops）為輻鰭魚綱鯉形目鯉科鲮属的一個種，分布於亞洲印度戈達瓦裡河流域，體長可達35公分，棲息在中底層水域，可做為食用魚。